# Ragunan Zoo

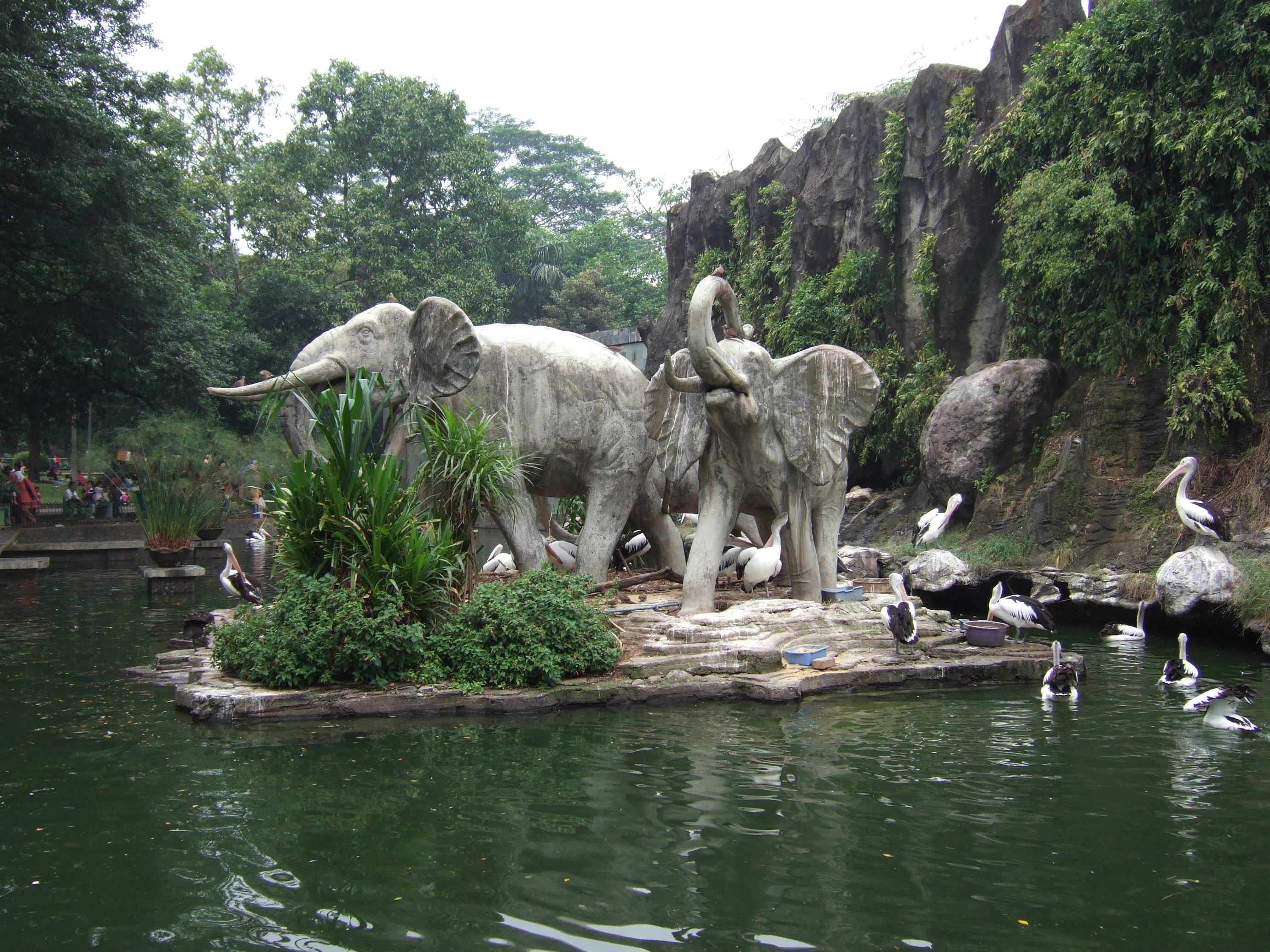
Ragunan Zoo

Ragunan Zoo – ogród zoologiczny w Dżakarcie w Indonezji. Zoo zostało założone w 1864 r. i przeniesione na obecne miejsce w 1966 r. Ogród znajduje się na obszarze około 1,4 km² i zamieszkuje je 295 gatunków zwierząt oraz 4040 okazów.
19 września 2005 r. zoo zostało, na polecenie władz miasta, zamknięte z powodu ptasiej grypy na 3 tygodnie. Ogród ponownie został otwarty 11 października.